# 青森縣道40號青森田代十和田線

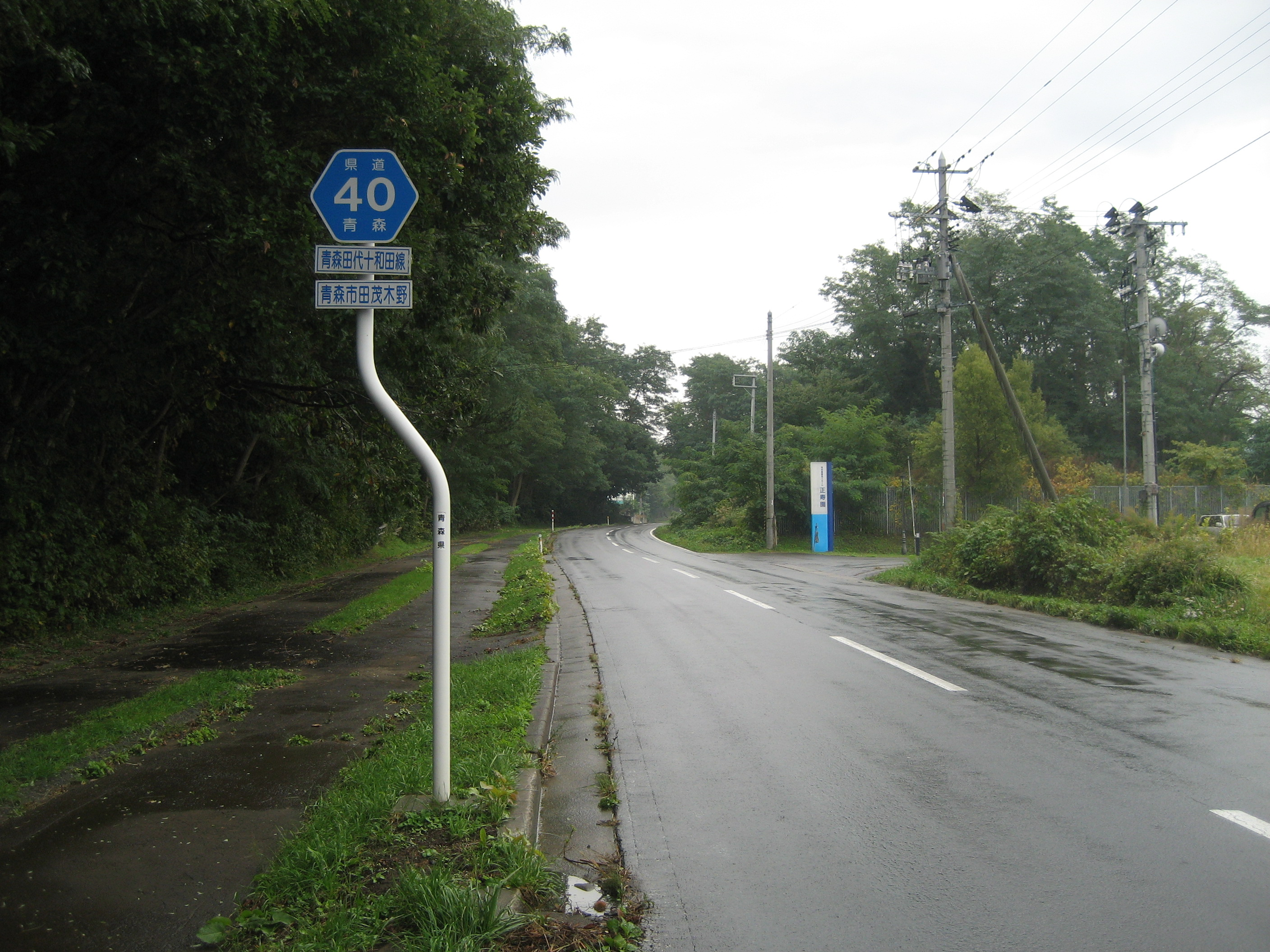
青森市田茂木野附近

青森县道40号青森田代十和田线是一条从青森县青森市奧野到十和田市三本木的县道（地方主要道路）。

## 概述
在青森市奧野，從青森縣道27號青森浪岡線分歧而出，在青森市筒井與国道7号青森環狀道路相交，通過田代平而與國道394號交叉，在十和田市三本木接到國道102號而終止。沿途在銅像茶屋附近分歧出一條支線（火箱澤林道）通往國道103號。
本道路與國道103號平行，是連接青森市與南部地方十和田市、八户市的主要道路之一。冬季部分路段禁止通行。
本路即為1902年（明治35年）八甲田雪中行軍遭難事件中，青森步兵第5聯隊士兵的行軍路線，因而聞名，沿途有後藤伍長的铜像、士兵墓地、事件資料館（該事件于1977年被拍成电影《八甲田山》，由高倉健、北大路欣也、三国连太郎主演）。同時間成功完成雪地行軍任務的弘前步兵第31聯隊的士兵，也曾走過這條路線。
田代平附近設立了東八甲田雪道避難所，作為因暴風雪受困者的避難場所。

### 路线数据
- 起点 ：青森市[1] （县道27号交叉口）
- 終點 ：十和田市[1] （国道103号交叉口）

## 歷史
- 1961年2月10日-：指定为县道[1] 。
- 1993年5月11日：建设部指定县道青森田代十和田线为主要地方道路青森田代十和田线

## 路線狀況

### 冬季封路路段
- 青森市嘉瀨子內～青森市驹込（11月下旬～4月上旬）
- 青森市田代十文字～十和田市增沢（11月下旬～4月下旬）
- 青森市萱野茶屋～青森市田代十文字（12月中旬～3月中旬，下午6:00～次日早上7:30封路）

## 地理

### 交叉道路
- 青森县道27号线青森浪岡线（青森市奥野；起點）
- 青森县道124号驹込筒井线（青森市筒井）
- 国道7号青森环状道路（青森市筒井）
- 青森縣國道44號青森環狀野內線（青森市幸畑）
- 國道103號線（青森市橫內） - 由銅像茶屋分歧的支線連接
- 青森縣國道242號線後平青森線（青森市駒込）
- 國道394號線（青森市駒込）
- 青森縣道118號七戶十和田湖線（十和田市深持字中村）
- 國道102號線（十和田市三本木）

### 沿线设施
- 八甲田山雪中行軍遭難事件資料館（小劇場放映電影《八甲田山》並有解說）
- 凍死士兵的墳墓
- 後藤房之助伍長铜像
- 又兵衛茶屋
- 銅像茶屋
- 八甲田溫泉
- 田代平濕地
- 東八甲田雪道避難所

## 脚注
1. 1 2 3  . 青森県. 1961-02-10  [2014-05-24]. （原始内容存档于2016-03-04）.

## 關聯條目
- 青森縣縣道列表